# Harald Forss park

Harald Forss park är ett mindre, halvmåneformat grönområde på Norr i Örebro. Den ligger invid Storgatan, strax söder om Olaus Petrikyrkan, framför församlingshemmet. Parken fick sitt namn 1996, i samband med att örebroförfattaren Harald Forss avled.